# Castello della Pieve
Castello della Pieve est un petit village médiéval italien de la région des Marches, frazione de la commune de Mercatello sul Metauro, en province de Pesaro et d'Urbino. 

## Géographie
Castello della Pieve situé à une altitude de 580 m se trouve à proximité de Mercatello sul Metauro et domine toute la haute vallée du fleuve Métaure et se présente comme un bourg fortifié au sommet d'une colline.

## Structure
Castello della Pieve possède la typique structure des bourgs fortifiés médiévaux. Les édifices sont à « double façade », un côté donnant sur l'unique voie qui parcourt le sommet et l'autre vers la forte déclinaison qui protège le bourg. 
Les épais murs des maisons sont en pierre de  grès. La tour médiévale, située en position centrale est construite en gros blocs de pierre brute et sa couverture est assurée par un toit en plaques de grès. L'ancienne église San Giovanni Battista possède un protiro.

## Histoire
Castello della Pieve est née à proximité d'un ancien temple païen dédié selon la tradition au dieu du fleuve Métaure.
Après la chute de l'Empire romain, un château vit le jour et au cours du XIIe siècle il fut fortifié afin de défendre l'antique « Pieve d’Ico », ancien nom de l'actuel Mercatello sul Metauro. 
Le château eut un rôle important dans la géographie militaire de toute la province de la Massa Trabaria, fortification guelfe et vassale du Saint-Siège. 
En 1235, le pape Grégoire IX proposa au parlement de Massa Trabaria d'abandonner les sept châteaux disloqués tout autour de Pieve d'Ico et de regrouper les habitants dans un territoire en constituant la commune fortifiée de Mercatello protégée par des murs d'enceinte.
Au XIIIe siècle, les soldats quittèrent le château qui fut occupé progressivement par des paysans qui y construisirent des habitations ; ainsi le bourg fut habité par une communauté autonome et autosuffisante jusqu'à la seconde moitié du XXe siècle époque qui vit l'exode rural provoquant l'abandon du bourg jusqu'au début du XXIe siècle où il reprit vie grâce à une profonde restauration et à l'éclosion de gîtes ruraux.
Le château est utilisé pour un projet écologique (« Aula Verde di Castello della Pieve ») et didactique mettant en contact des étudiants avec la nature et l'écosystème local, et enseignant comment respecter l'environnement et comment intervenir correctement sur lui.

## Exil de Dante
C'est à Castello della Pieve que le 4 octobre 1301, comme le rappelle une plaque apposée sur la tour du bourg médiéval, que Charles de Valois, frère du roi de France, décréta avec Corso Donati, recteur de Massa Trabaria, l'exil de Dante Alighieri de Florence.

## Images

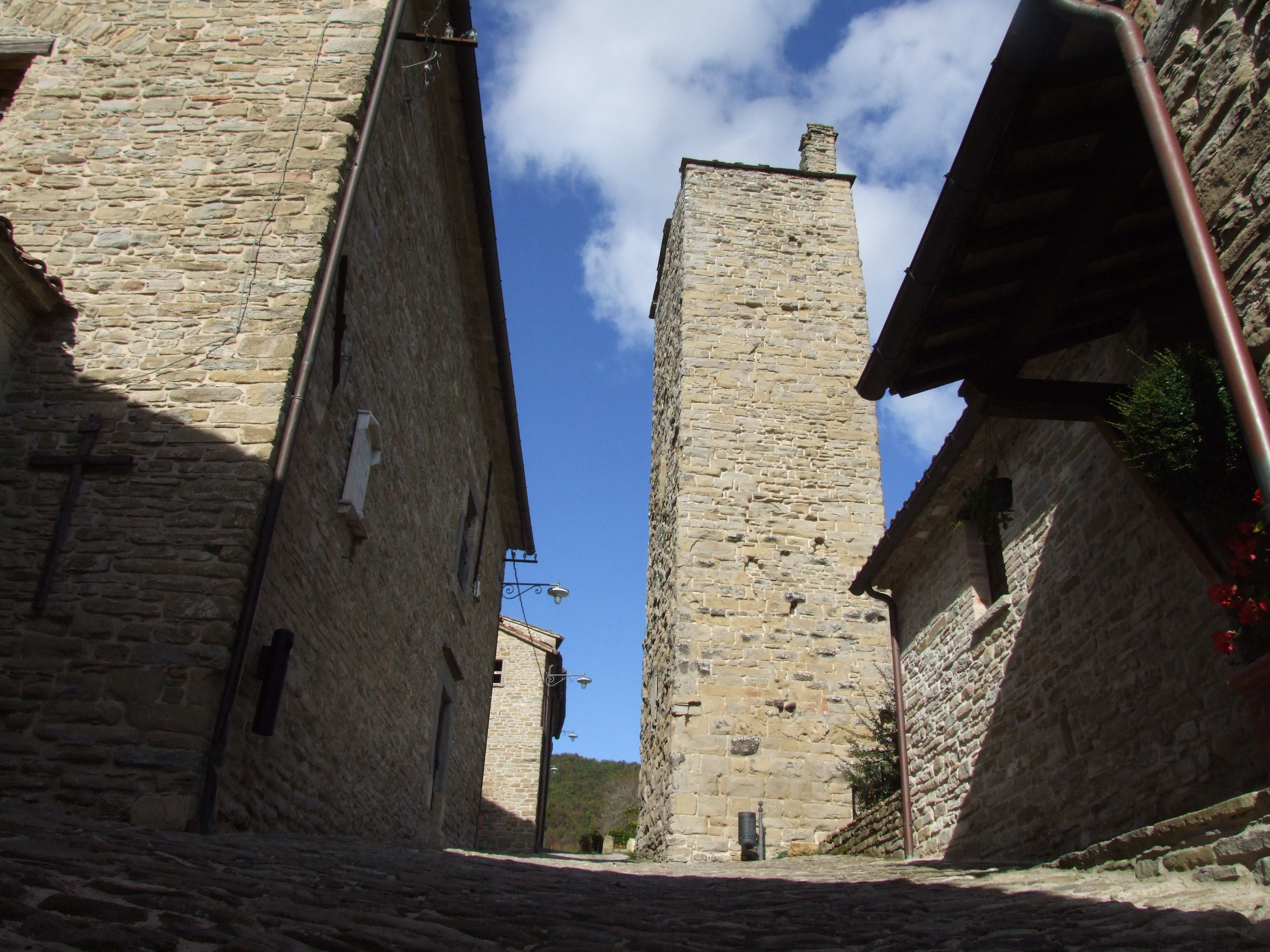
Ruelle du hameau.
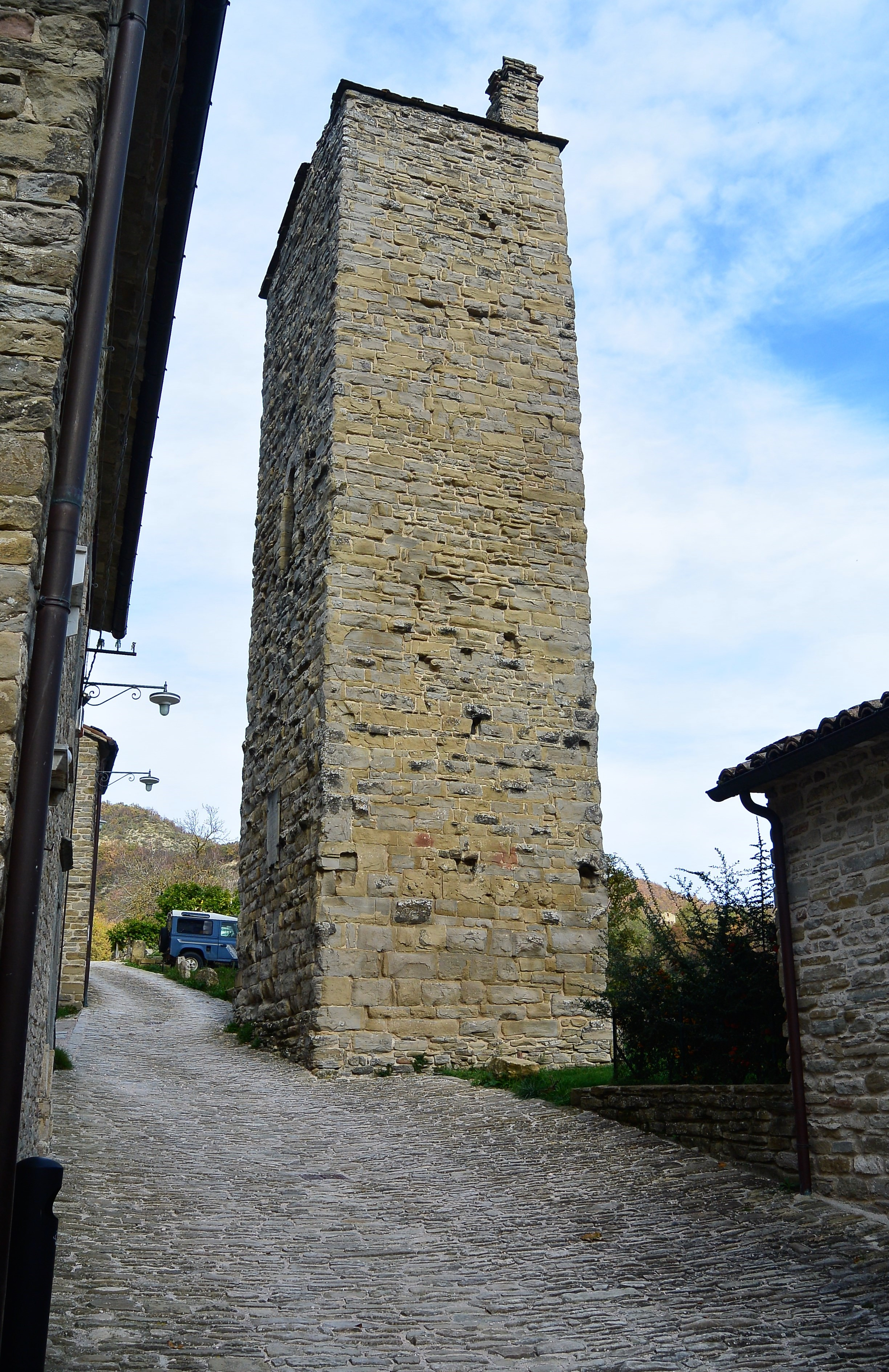
La tour.
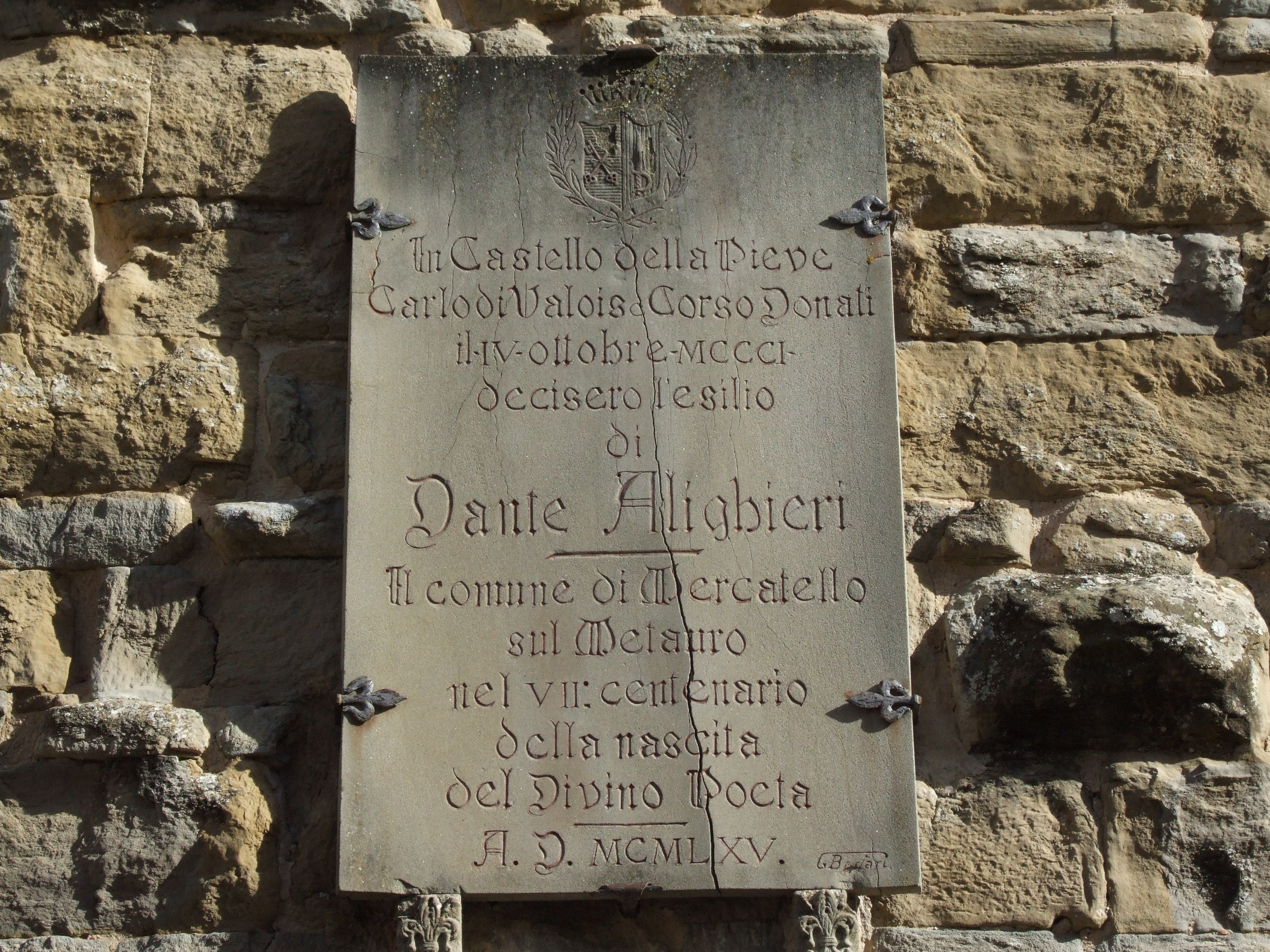
Plaque rappelant que Charles de Valois, décréta avec Corso Donati, l'exil de Dante Alighieri de Florence.
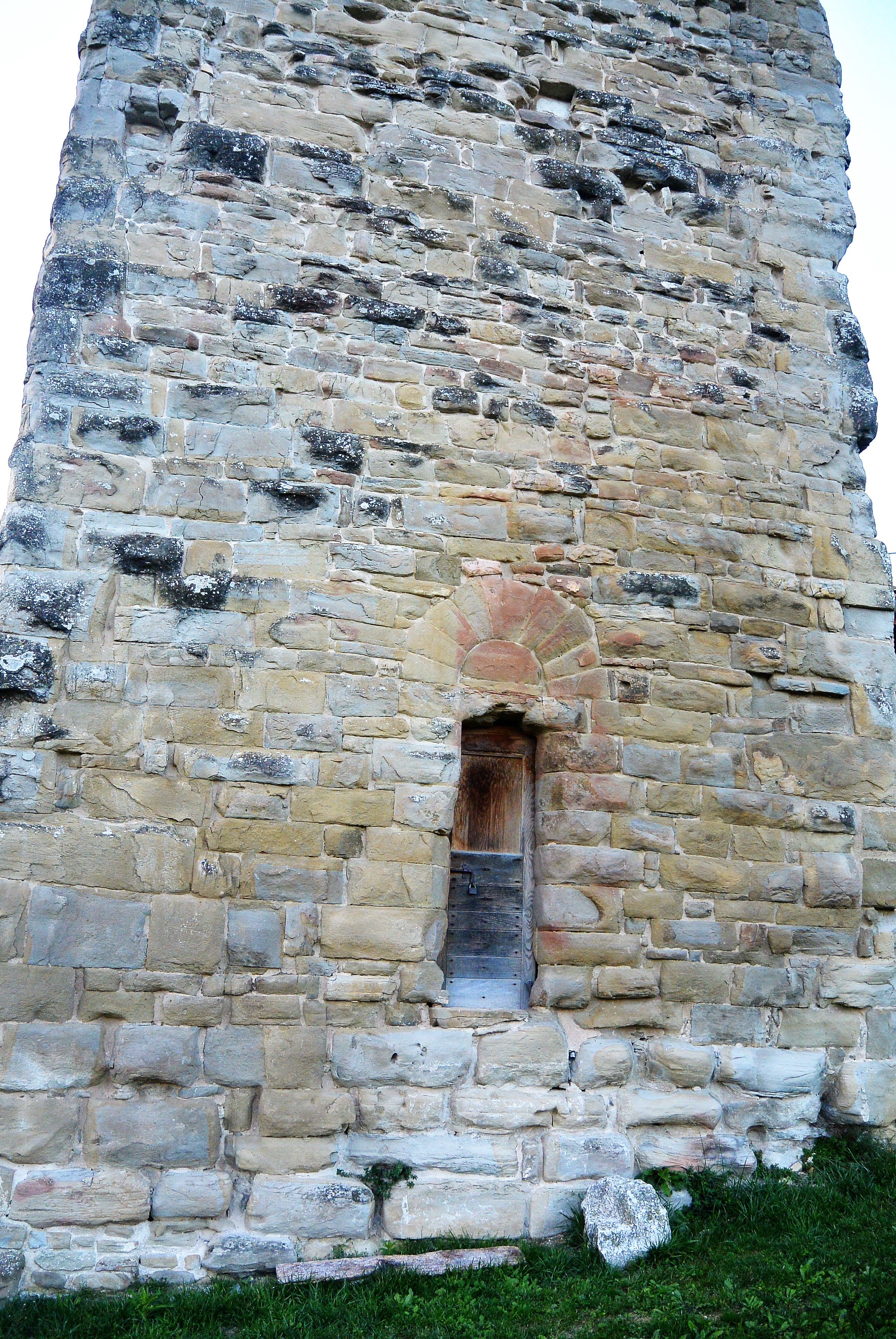
Porte d'entrée de la tour

## Sources
- Voir liens externes